# 魔法猫のギー
『魔法猫（マジネコ）のギー』は、ニシハラダイタロウによる日本の冒険ファンタジー漫画。

## 概要
描き下ろしオリジナル漫画。

### 作者：ニシハラダイタロウ
1971年広島県広島市生まれ

1991年　第8回月刊ジャンプ少年漫画大賞　佳作受賞

2000年　第46回小学館新人コミック大賞　佳作受賞

### 主な作品
「筋肉番付外伝 怪傑!金剛くん」

「劇場版ポケットモンスター 七夜の願い星 ジラーチ」 

「テラ・ルネッサンスI , II」

植松電機1「夢に向かって」植松努物語

## あらすじ
美の国といわれたダルハイン国。ある日、天から降ってきた謎の光で、ネコにさせられたかつての大魔法使いギーと最後の魔法書を持つ15歳の少女シエスタの冒険物語。最強の魔法使いに勝ち、元の平和な世界を取り戻すことができるのか。